# NGC 5677
NGC 5677 (другие обозначения — UGC 9378, MCG 4-34-46, ZWG 133.88, KUG 1431+256, IRAS14319+2541, PGC 52072) — галактика в созвездии Волопас.
Этот объект входит в число перечисленных в оригинальной редакции «Нового общего каталога».